# Lyckan (roman)
Lyckan är en roman av Ivar Lo-Johansson utgiven 1962.
Romanen handlar om berättarens förhållande till en kvinna kallad Pingvin och är en frispråkig skildring av kärlek och erotik i medelåldern, vilket var kontroversiellt för sin samtid. Av vissa stämplades boken som pornografi och i Västtyskland åtalades den efter ha ansetts vara farlig för ungdomen.